# Josef Havle
Josef Havle, psán též Hawle (2. května 1763, Mnichovo Hradiště – 19. října 1840, Praha) byl český vysokoškolský pedagog, zeměměřič, stavební odborník a kreslíř.

## Život
Pokřtěn byl jako Antonín Josef, syn Václava Hawle a jeho manželky Valburgy. Otec byl zahradníkem u hrabat Valdštejnů, byl mezi jiným pověřen vyměřování pozemků po josefinských reformách. Josef Havle studoval gymnázium a filozofickou fakultu. Po studiích pracoval ve službách hraběte Matyáše Thuna. Vzdělání v kreslení získal u Ludvíka Kohla.
Roku 1788 se stal adjunktem (pomocníkem) Leonarda Hergeta na stavovské inženýrské škole v Praze, kde přednášel o zeměměřičství a situačním rýsování. Roku 1800 navštívil Itálii, z této doby se zachovalo několik kreseb. V roce V letech 1802–1806 se stal, jako Hergetův nástupce, suplentem inženýrské profesury na stavovské inženýrské škole v Praze, kde se věnoval přednostně rytectví. V roce 1806 došlo k reorganizaci a na nově vzniklém technickém ústavu získal Josef Havle pouze místo adjunkta.
V roce 1836 odešel do penze. V matrice zemřelých byl uveden jako stálý profesor na technickém institutu.

### Osobní život
Nebyl ženat, se svou sestrou Annou, která mu pečovala o domácnost až do jeho smrti, žil v domě na Betlémském náměstí. Psal též bajky pro děti a scény z venkovského života.

## Dílo
Josef Havle byl ve své době především vysoce oceňovaným pedagogem, byl první Čech působící na pražské stavovské inženýrské škole. Mezi jeho žáky patřili např. železniční projektant a stavitel Jan Perner, kterého v roce 1831 učil rýsování z praktické geometrie, či kreslíř staré Prahy Josef Šembera.

## Galerie

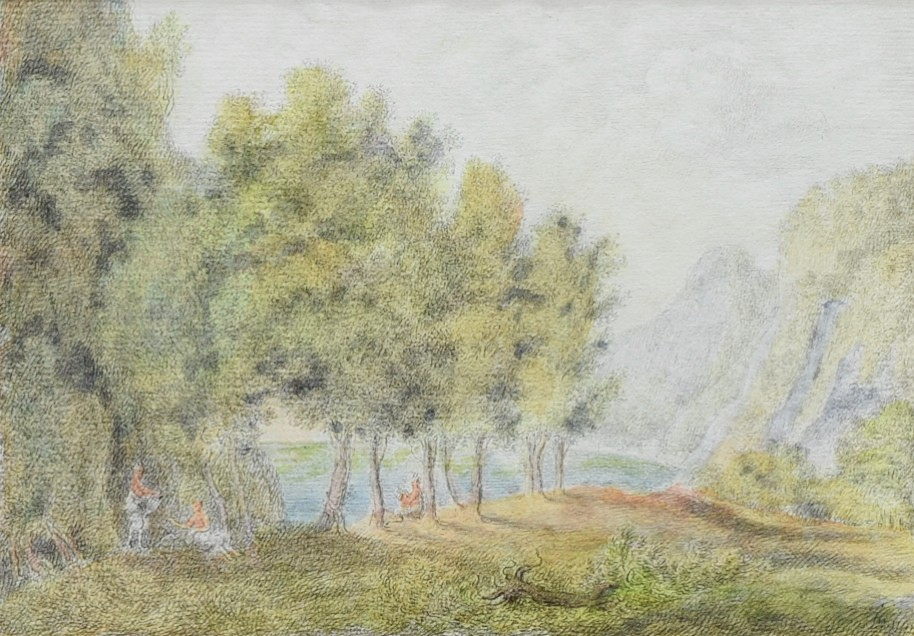
Josef Havle: Odpočinek na břehu řeky
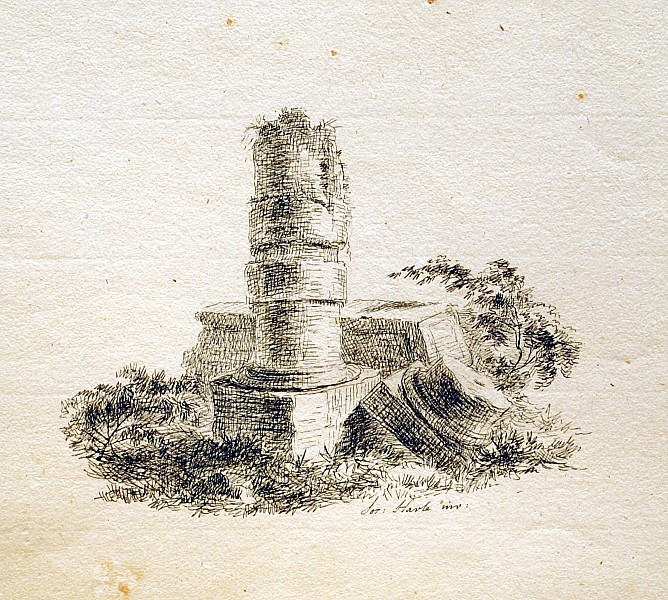
Josef Havle: Sloup
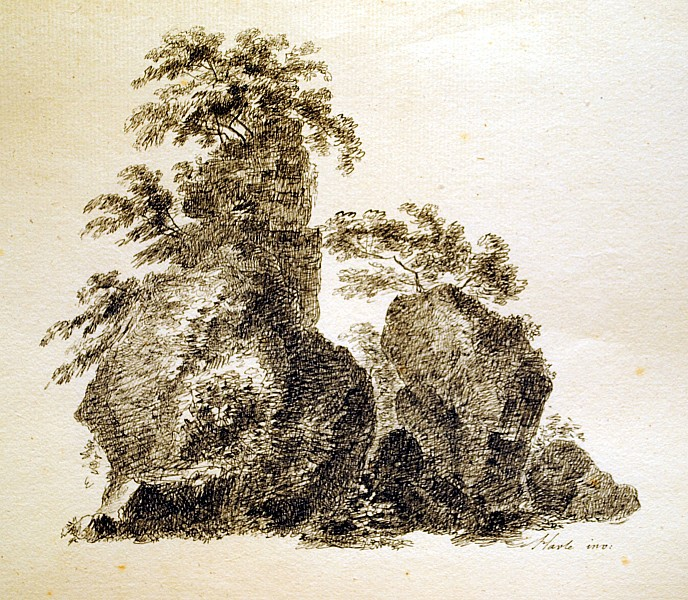
Josef Havle: Strom na skále